# Elías Viñoles
Elías Viñoles a właściwie Raúl Elías Viñoles (ur. 21 października 1988 roku w Buenos Aires) – argentyński aktor, znany w Polsce z roli Jose Fernandeza, adoptowanego syna Martina Quesady w argentyńskiej telenoweli Jesteś moim życiem.

## Filmografia

### telenowele
- 2008: 4x4
- 2006: Jesteś moim życiem (Sos mi vida) jako José Fernández
- 2007: Romeo i Julia (Romeo y Julieta) jako Romeo
- 2005: ½ falta (Media falta) jako Bruno Sampardi
- 2002–2003: Rebelde Way

### filmy kinowe
- 2009: Toda la Gente Sola jako Damián
- 2004: Familia Rodante jako Gustavo